# محمد حجازي الواعظ
محمد بن محمد بن عبد الله الأنصاري الشعراني القلقشندي الأكراوي يعرف عمومًا بـمحمد حجازي الواعظ (26 نوفمبر 1550 - 15 ديسمبر 1625) (17 ذي القعدة 957 - 16 ربيع الأول 1035) عالم مسلم مصري من أهل القرن العاشر الهجري/السادس عشر الميلادي. ولد بمنزلة أكرى/أكرة من منازل الحاج المصري ونشأ بالقاهرة وقلقشندة. حفظ القرآن ومتونًا في النحو والفقه وغيرهما من العلوم عصره وأخذ عن كثير من المشايخ حتى قيل إن شيوخه بلغوا ثلاثمانه. له تصانيف كثيرة وهو شارح للسيوطي وفقيه شافعي ومفسر ومحدث. توفي في القاهرة ودفن فيها.

## سيرته
هو محمد حجازي بن محمد بن عبد الله، الشهير بالواعظ الأنصاري الشعراني القلقشندي الشافعي. ولد بأكرة بطريق الحاج المصري (بمحافظة الوجه في منطقة تبوك)، وضعته أمه وهي متوجهة إلى مكة في الحجاز، في الليلة 17 ذي القعدة 957/ 26 نوفمبر 1550 ورجع أمه إلى مصر بعد حجّها ونشأ هو فيها في القاهرة وقلقشندة. حفظ القرآن وجوّده وحفظ عدة متون في النحو والقراءات والفقه، وعرضهما على علماء عصره.

وأخذ عن جماعة، منهم: محمد بن أركماس التركي تلميذ ابن حجر العسقلاني، وعن أحمد بن أحمد بن عبد الحق السنباط، وعبد الوهاب الشعراني، وكريم الدين الخلوتي، ومحمد الرملي، والنجم الغيطي، وجمال الدين ابن زكريا الأنصاري، وشحادة اليمين، ومحمد العلقمي وأخيه إبراهيم، والشريف يوسف الأريموني وغيرهم. بلغت شيوخه الذين أخذ عنهم فنون العلوم ثلاثمائة شيخ، جمعهم في فهرس لهم، وقفت عليه عند ولده موسى بن حجازي.

وعنه أخذ محمد البابلي، وعلي الشبراملسي، وسلطان المزاحي. كان مقيمًا بحارة الأزبكية من القاهرة، مرجعًا لأهلها في المهمات عند عامة الناس وخاصتهم، مجللًا عند كبار وعلماء. وكانوا تلاميذه يثنون عليه ويصفونه بالخير والصلاح. 

حجّ سنة 1018/ مارس 1610 وأخذ عنه بمكة كثير، منهم: محمد بن علان، وعقد مجالس بالحرم المكي عند المنبر للكلام، وحضره فيها غالب علماء الحرم.

## حياته الشخصية
تزوج وأعقب ولدين، أكبرهما عبد الرحمن كان عالمًا، والثاني موسى توفي في 1085هـ/ 1675م بالقاهرة، وكان مصطفى بن فتح الله الحموي ملازمًا له.

## وفاته
توفي بمصر، القاهرة، بعد أذان عصر يوم الأربعاء 16 ربيع الأول 1035/ 15 ديسمبر 1625 ودفن عند والده بتربة فيها محمد الفارقاني، دخل جامع يعرف بالشيخ المذكور، بسويقة عصفور، بالقرب من المذابع القديمة.

## مؤلفاته
من مؤلفاته :
| - شرح على الجامع الصغير للسيوطي، في اثني عشر مجلدًا، خمسون كراسًا سماه فتح المولى النصير بشرح الجامع الصغير - شرح على ألفية الحديث للحافظ السيوطي - سواء الصراط في بيان الأشراط، وأوصلها إلى ثلاثمائة - القول الشفيع في الصلاة على الحبيب الشفيع - شرجٌ على الطيبة الجزرية - نظم طيبة على روي الشاطبية، وشرحها - ثلاثة شروح على المقدمة الجزرية - شرحٌ على الأربعين المضاهية للأربعين النووية للسيوطي - شرحٌ على القواعد والضوابط النووية - قطعة على مختصر البخاري، لابن أبي جمرة | - قطعة على نظم التحرير للعمريطي - رسالة سماها القول المشروح في النفس والروح - كشف اللثام عن آية أحل لكم ليلة الصيام - القول المقبول في كفارة ذنب المقتول - وثوق اليدين بما يجاب عن حديث ذو اليدين - الرقيم المسطور في علم الموتى بمن يزور القبور - معترك الخلاص في تكرير سورة الإخلاص - الجواب الشفيع عن الجناب الرفيع - القول العلي في رؤية الملك العلي - السراج الوهاج في إيضاح: رأيت ربي وعليه التاج والجلالة | - الموارد المستعذبة بمصادرة العمامة والعذبة - البرهان في أوقاف السلطان - الاستعلام عن رؤية النبي في المنام - الجواب المصون في آية إنكم وما تعبدون - إتحاف السائل بما لفاطمة من الفضائل - إطلاق العنان في رؤية الله في العيان - تنبيه اليقظان في قول سبحان - القول المثبوت في قصة هاروت - كشف النقاب في حياة الأنبياء إذا تواروا بالتراب - المجالس الوعظية |